# George Fletcher Bass
George Fletcher Bass (Colúmbia, 9 de dezembro de 1932 - College Station, 2 de março de 2021) foi um arqueólogo americano.

## Carreira
Um dos primeiros praticantes da arqueologia subaquática, ele co-dirigiu a primeira expedição para escavar inteiramente um antigo naufrágio no Cabo Quelidônia em 1960 e fundou o Instituto de Arqueologia Náutica em 1972.

## Morte
Morreu em 2 de março de 2021, aos 88 anos.